# Силвер-Спрингс (Аляска)
Силвер-Спрингс (англ. Silver Springs) — статистически обособленная местность в зоне переписи населения Коппер-Ривер, штат Аляска, США.

## География
Площадь статистически обособленной местности составляет 7,5 км², из которых 7,5 км² — суша и 0 км² (0 %) — открытые водные пространства. Расположена на западном берегу реки Коппер, к югу от места впадения в неё притока Тазлина.

## Население
По данным переписи 2000 года население статистически обособленной местности составляло 130 человек. Расовый состав: коренные американцы — 8,46 %; белые — 86,15 %; азиаты — 1,68 %; представители двух и более рас — 3,08 %; представители других рас — 2,31 %.
Из 46 домашних хозяйств в 50,0 % — воспитывали детей в возрасте до 18 лет, 69,6 % представляли собой совместно проживающие супружеские пары, в 4,3 % семей женщины проживали без мужей, 23,9 % не имели семьи. 23,9 % от общего числа семей на момент переписи жили самостоятельно, при этом 6,5 % составили одинокие пожилые люди в возрасте 65 лет и старше. В среднем домашнее хозяйство ведут 2,83 человек, а средний размер семьи — 3,34 человек.
Доля лиц в возрасте младше 18 лет — 38,5 %; лиц старше 65 лет — 3,8 %. Средний возраст населения — 35 лет. На каждые 100 женщин приходится 120,3 мужчин; на каждые 100 женщин в возрасте старше 18 лет — 116,2 мужчин.

## Экономика
Средний доход на совместное хозяйство — $53 750; средний доход на семью — $74 583. Средний доход на душу населения — $23 464. Около 6,9 % семей и 7,4 % жителей живут за чертой бедности, включая 11,4 % лиц в возрасте младше 18 лет и 0 % лиц старше 65 лет.